# فرانتیشک چاپ
فرانتیشک چاپ (چکی: František Čáp؛ ‏ ۷ دسامبر ۱۹۱۳ – ۱۲ ژانویهٔ ۱۹۷۲) کارگردان و فیلم‌نامه‌نویس اهل چک بود. وی بین سال‌های ۱۹۳۹ تا ۱۹۷۰ میلادی، ۳۲ فیلم را کارگردانی کرد. وی برای فیلم مردان بدون بال در جشنواره فیلم کن ۱۹۴۶ برنده جایزه بزرگ شد. از فیم‌های دیگر او می توان به لحظه تصمیم اشاره کرد.